# آرتور بلیس

۴ آهنگساز و موسیقی‌دان تأثیرگذار بر آرتور بلیسِ جوان: ادوارد الگار و ایگور استراوینسکی (بالا)؛ رالف وان ویلیامز (پائین چپ) و موریس راول

سِر آرتور ادوارد دراموند بلیس (انگلیسی: Sir Arthur Edward Drummond Bliss؛ ۲ سپتامبر ۱۸۹۱ – ۲۷ مارس ۱۹۷۵) آهنگساز برجسته و  رهبر ارکستر نامدار اهل انگلستان بود.
او دانش‌آموختهٔ مدرسه راگبی، دانشکدهٔ پم‌بروک در دانشگاه کمبریج و همچنین کالج سلطنتی موسیقی لندن و از شاگردان چالز وود، ادوارد الگار، جرج هنشل و چارلز ویلی‌یرس استنفورد بود و در دوران تحصیل از رالف وان ویلیامز و گوستاو هولست تأثیر پذیرفت.
وی در سال ۱۹۵۰ میلادی لقبِ شوالیه دریافت نمود. علاوه بر آن، «نشان فرماندهٔ شوالیه‌های سلطنتی ویکتوریایی» (۱۹۶۹) و «نشان مُصاحبان نجیب و شریف» (۱۹۷۱) را دریافت کرد و از دانشگاه‌های بریستول، کمبریج، اِدینبرو، گلاسکو، لندن، پرینستون، مدرک افتخاری گرفت. ارکستر سمفونیک لندن در سال ۱۹۵۸ وی را رئیس افتخای خود نمود و در سال ۱۹۶۳ میلادی، «مدال زرین انجمن فیلارمونیک سلطنتی» را دریافت داشت.